# محيتن بوتشيك
محي الدين بوتشيك (بالتركية: Muhittin Böcek)‏ ولد في 25 أكتوبر 1962 هو سياسي تركي من حزب الشعب الجمهوري يشغل منصب رئيس بلدية أنطاليا منذ 8 أبريل 2019. شغل منصب رئيس بلدية كونيالتي ، إحدى مناطق أنطاليا، من عام 1999 إلى عام 2019. 

## الحياة الشخصية
كان لديه ابنه.[بحاجة لمصدر]
أصيب بفيروس كورونا أثناء جائحة كوفيد-19 وتم نقله إلى وحدة العناية المركزة في 8 سبتمبر 2020، وتم إخراجه من وحدة العناية المركزة في نهاية 64 يومًا.  

## مراجع

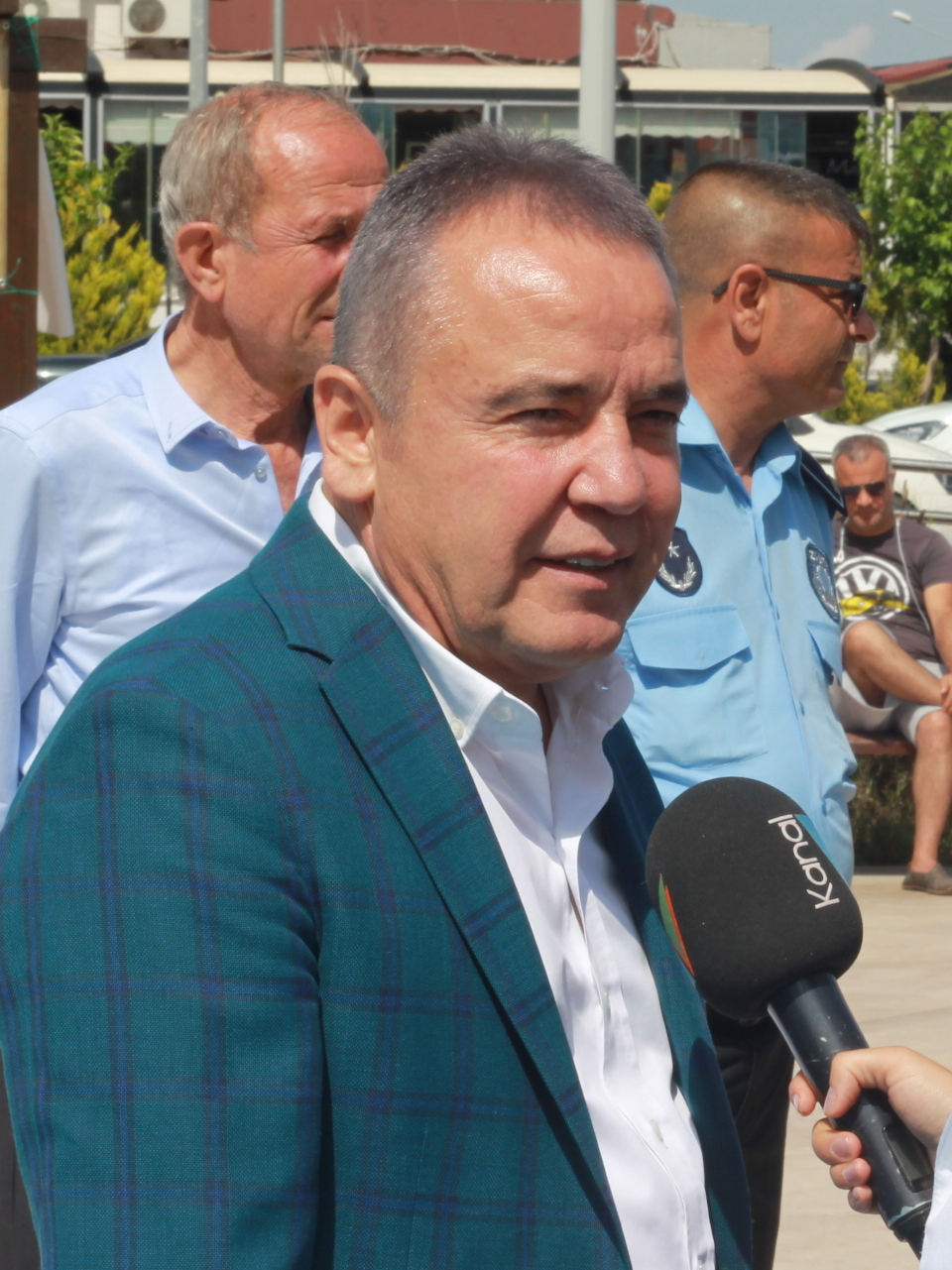